# فورد برزیل
فورد برزیل (به انگلیسی: Ford Brasil) شرکت خودروسازی برزیلی است، که زیرمجموعه‌ای از شرکت فورد می‌باشد و هم‌اکنون مدل‌هایی چون: فورد فوکوس، فورد فیستا، فورد ترانسیت، فورد فوژن (آمریکا)، فورد اج، فورد اکواسپورت و فورد کا را تولید می‌کند.
شرکت فورد برزیل در سال ۱۹۱۹ راه‌اندازی شد. دفتر مرکزی و کارخانه اصلی این شرکت در شهر سائو برناردو، برزیل قرار دارد.